# Bóng đá trong nhà tại Đại hội Thể thao Đông Nam Á 2021
Bóng đá trong nhà tại Đại hội Thể thao Đông Nam Á 2021 ở Việt Nam được tổ chức từ ngày 11 đến 20 tháng 5 năm 2022 tại Nhà thi đấu thể thao ở tỉnh Hà Nam.
Thái Lan thống trị hoàn toàn môn bóng đá trong nhà với hai tấm huy chương vàng ở cả hai nội dung nam và nữ.

## Lịch thi đấu
| RR | Vòng tròn 1 lượt |

| Nội dung | T4 11 | T5 12 | T6 13 | T7 14 | CN 15 | T2 16 | T3 17 | T4 18 | 15 19 | T6 20 |
| -------- | ----- | ----- | ----- | ----- | ----- | ----- | ----- | ----- | ----- | ----- |
| Nam      | RR    |       |       | RR    |       | RR    |       | RR    |       | RR    |
| Nữ       |       |       |       |       | RR    |       | RR    |       | RR    |       |

## Địa điểm
| Hà Nam             |
| ------------------ |
| Nhà thi đấu Hà Nam |
| Sức chứa: 7.500    |
|                    |

## Các đội tuyển tham dự
Dưới đây là các đội tuyển xác nhận sẽ tham gia Đại hội.
| Quốc gia          | Nam | Nữ  |
| ----------------- | --- | --- |
| Indonesia         | Yes | No  |
| Malaysia          | Yes | Yes |
| Myanmar           | Yes | Yes |
| Thái Lan          | Yes | Yes |
| Việt Nam          | Yes | Yes |
| Tổng cộng: 5 NOCs | 5   | 4   |

## Bốc thăm
Lễ bốc thăm giải đấu được tổ chức vào ngày 6 tháng 4 năm 2022. Do cả 2 giải đều chỉ có 4-5 đội, các đội được gộp vào 1 bảng, thi đấu vòng tròn 1 lượt. Việc bốc thăm chỉ để xếp lịch thi đấu cho 2 giải.

## Giải đấu nam

### Bảng xếp hạng
| VT | Đội          | ST | T | H | B | BT | BB | HS  | Đ  | Kết quả         |
| -- | ------------ | -- | - | - | - | -- | -- | --- | -- | --------------- |
| 1  | Thái Lan     | 4  | 3 | 1 | 0 | 11 | 4  | +7  | 10 | Huy chương vàng |
| 2  | Indonesia    | 4  | 2 | 2 | 0 | 11 | 2  | +9  | 8  | Huy chương bạc  |
| 3  | Việt Nam (H) | 4  | 2 | 1 | 1 | 12 | 4  | +8  | 7  | Huy chương đồng |
| 4  | Myanmar      | 4  | 0 | 1 | 3 | 5  | 16 | −11 | 1  |                 |
| 5  | Malaysia     | 4  | 0 | 1 | 3 | 7  | 20 | −13 | 1  |                 |

### Các trận đấu
| Malaysia                  | 2–6 | Thái Lan                                                    |
| ------------------------- | --- | ----------------------------------------------------------- |
| - Ekmal 35' - Khairul 36' |     | - Ronnachai 1', 19' - Peerapat 6', 16', 38' - Osamanmusa 8' |

| Việt Nam             | 1–1 | Indonesia    |
| -------------------- | --- | ------------ |
| - Nguyễn Minh Trí 2' |     | - Syauqi 34' |

| Indonesia                                                                            | 6–0 | Myanmar |
| ------------------------------------------------------------------------------------ | --- | ------- |
| - Ardiansyah R. 5' - Iqbal 22' - Syauqi 27' - Soumilena 33', 38' - N. Ardiansyah 34' |     |         |

| Việt Nam                                                                                            | 7–1 | Malaysia   |
| --------------------------------------------------------------------------------------------------- | --- | ---------- |
| - Nguyễn Minh Trí 2', 38' - Nguyễn Thịnh Phát 5', 12', 37' - Lê Quốc Nam 17' - Nguyễn Mạnh Dũng 19' |     | - Ekmal 2' |

| Malaysia | 0–3 | Indonesia                      |
| -------- | --- | ------------------------------ |
|          |     | - Syauqi 17' - Firman 21', 22' |

| Thái Lan                  | 2–1 | Myanmar                |
| ------------------------- | --- | ---------------------- |
| - Panat 3' - Kritsada 13' |     | - Thyne Phwet Aung 14' |

| Indonesia           | 1–1 | Thái Lan     |
| ------------------- | --- | ------------ |
| - Ardiansyah R. 23' |     | - Apiwat 23' |

| Myanmar | 0–4 | Việt Nam                                                                           |
| ------- | --- | ---------------------------------------------------------------------------------- |
|         |     | - Phạm Đức Hòa 23' - Lương Thái Huy 24' - Nguyễn Minh Trí 24' - Châu Đoàn Phát 33' |

| Myanmar                                                             | 4–4 | Malaysia                                          |
| ------------------------------------------------------------------- | --- | ------------------------------------------------- |
| - Thyne Phwet Aung 13', 19' - Myo Thet Aung 14' - Myo Myint Soe 15' |     | - Ekmal 25', 38' (ph.đ.) - Azri 30' - Khairul 39' |

| Thái Lan                       | 2–0 | Việt Nam |
| ------------------------------ | --- | -------- |
| - Osamanmusa 2' - Peerapat 10' |     |          |

## Giải đấu nữ

### Bảng xếp hạng
| VT | Đội          | ST | T | H | B | BT | BB | HS  | Đ | Kết quả         |
| -- | ------------ | -- | - | - | - | -- | -- | --- | - | --------------- |
| 1  | Thái Lan     | 3  | 3 | 0 | 0 | 10 | 1  | +9  | 9 | Huy chương vàng |
| 2  | Việt Nam (H) | 3  | 2 | 0 | 1 | 11 | 3  | +8  | 6 | Huy chương bạc  |
| 3  | Malaysia     | 3  | 0 | 1 | 2 | 4  | 11 | −7  | 1 | Huy chương đồng |
| 4  | Myanmar      | 3  | 0 | 1 | 2 | 3  | 13 | −10 | 1 |                 |
| 5  | Indonesia    | 0  | 0 | 0 | 0 | 0  | 0  | 0   | 0 | Rút lui         |

### Các trận đấu
| Thái Lan                                               | 4–0 | Malaysia |
| ------------------------------------------------------ | --- | -------- |
| - Mutita 14' - Jenjira 15' - Darika 18' - Paerploy 32' |     |          |

| Việt Nam | 6–0 | Myanmar |
| --- | --- | ------- |
| - Biện Thị Hằng 6' - Nguyễn Thị Châu 7' - Lê Thị Thanh Ngân 12' - Nguyễn Thị Vân Anh 15' - Lê Thu Thanh Hương 21' - Ya Min Lwin 40' (l.n.) |     |         |

| Myanmar | 0–4 | Thái Lan                                          |
| ------- | --- | ------------------------------------------------- |
|         |     | - Htwe 7' (l.n.) - Paerploy 9', 17' - Patitta 24' |

| Malaysia           | 1–4 | Việt Nam                                                    |
| ------------------ | --- | ----------------------------------------------------------- |
| - Siti 34' (ph.đ.) |     | - Bùi Thị Trang 15', 25' - Trịnh Nguyễn Thanh Hằng 18', 31' |

| Myanmar                                                        | 3–3 | Malaysia                                       |
| -------------------------------------------------------------- | --- | ---------------------------------------------- |
| - May Thet Paing 9' - Nant May Thazin 16' - Yun Me Me Lwin 20' |     | - Intan Sarahanisah 1', 23' - Siti Asnidah 38' |

| Thái Lan                    | 2–1 | Việt Nam             |
| --------------------------- | --- | -------------------- |
| - Patitta 25' - Sasicha 28' |     | - Trịnh Ngọc Hoa 32' |

## Cầu thủ ghi bàn

### Nam
Đã có 46 bàn thắng ghi được trong 10 trận đấu, trung bình 4.6 bàn thắng mỗi trận đấu.
4 bàn thắng
- Peerapat Kaewwilai
- Nguyễn Minh Trí

3 bàn thắng
- Syauqi Saud

2 bàn thắng
- Firman Adriansyah
- Ardiansyah Runtuboy
- Holypaul Septinus Soumilena
- Ekmal Shahrin
- Ronnachai Jungwongsuk
- Muhammad Osamanmusa
- Nguyễn Thịnh Phát

1 bàn thắng
- Nur Ardiansyah
- Muhammad Iqbal Rahmatullah
- Khairul Effendy
- Phwet Aung
- Apiwat Chaemcharoen
- Panat Kittipanuwong
- Kritsada Wongkaeo
- Châu Đoàn Phát
- Lê Quốc Nam
- Lương Thái Huy
- Nguyễn Mạnh Dũng
- Phạm Đức Hòa

### Nữ
Đã có 28 bàn thắng ghi được trong 6 trận đấu, trung bình 4.67 bàn thắng mỗi trận đấu.
3 bàn thắng
- Paerploy Huajaipetch

2 bàn thắng
- Patitta Moolpho
- Bùi Thị Trang
- Trịnh Nguyễn Thanh Hằng

1 bàn thắng
- Siti Asnidah
- Mutita Senkram
- Jenjira Bubpha
- Darika Peanpailum
- Sasicha Phothiwong
- Biện Thị Hằng
- Nguyễn Thị Châu
- Lê Thị Thanh Ngân
- Nguyễn Thị Vân Anh
- Lê Thu Thanh Hương
- Trịnh Ngọc Hoa

1 bàn phản lưới nhà
- Ma Win Lwin (trong trận gặp Việt Nam)
- Aye Aye Htwe (trong trận gặp Thái Lan)

## Bảng tổng sắp huy chương

### Bảng huy chương
Host nation
| Hạng               | Đoàn               | Vàng | Bạc | Đồng | Tổng số |
| ------------------ | ------------------ | ---- | --- | ---- | ------- |
| 1                  | Thái Lan (THA)     | 2    | 0   | 0    | 2       |
| 2                  | Việt Nam (VIE)     | 0    | 1   | 1    | 2       |
| 3                  | Indonesia (INA)    | 0    | 1   | 0    | 1       |
| 4                  | Malaysia (MAS)     | 0    | 0   | 1    | 1       |
| Tổng số (4 đơn vị) | Tổng số (4 đơn vị) | 2    | 2   | 2    | 6       |

### Danh sách huy chương
| Nội dung           | Vàng | Bạc | Đồng |
| ------------------ | --- | --- | --- |
| Nam                | Thái Lan (THA) · Katawut Hankampa · Panurat Olan · Ronnachai Jungwongsuk · Chaowala Sriarwut · Kritsada Wongkaeo · Krit Aransanyalak · Apiwat Chaemcharoen · Supakorn Bovonratcadakul · Panut Kittipanuwong · Tanapol Maneepetch · Peerapat Kaewwilai · Atsadawut Jangkot · Sarawut Phalaphruek · Muhammad Osamanmusa | Indonesia (INA) · Holypaul Septinus Soumilena · Ardiansyah · Ardiansyah Nur · Firman Adriansyah · Muhammad Rizki Xavier · Mochammad Iqbal Rahmattulah · Dewa Rizki Amanda · Rio Pangestu Putra · Muhammad Albagir · Marvin Alexa Wossiry · Syauqi Saud · Guntur Sulistyo Ariwibowo · Muhammad Nizar Nayarudin | Việt Nam (VIE) · Hồ Văn Ý · Trần Thái Huy · Nguyễn Anh Duy · Nguyễn Thịnh Phát · Từ Quang Minh · Lê Quốc Nam · Nguyễn Văn Hiếu · Châu Đoàn Phát · Nguyễn Mạnh Dũng · Nhan Gia Hưng · Trần Văn Vũ · Nguyễn Minh Trí · Mai Xuân Hiệp · Phạm Đức Hòa |
| Women's tournament | Thái Lan (THA) · Sasiprapha Suksen · Pannipa Kamolrat · Darika Peanpailun · Mutita Senkram · Jenjira Bubpha · Pacharaporn Srimuang · Sangrawee Meekham · Paerploy Huajaipetch · Patitta Moolpho · Jiraprapa Nimrattanasing · Nattamon Artkla · Hataichanok Tappakun · Jiraprapa Tupsuri · Sasicha Phothiwong          | Việt Nam (VIE) · Ngô Nguyễn Thùy Linh · Trần Thị Hải Yến · Trịnh Nguyễn Thanh Hằng · Trịnh Ngọc Hoa · Lê Thị Thanh Ngân · Đinh Thị Ngọc Hân · Nguyễn Thị Châu · Biên Thị Hằng · Bùi Thúy An · Bùi Thị Trang · Nguyễn Thị Vân Anh · Lê Thị Thùy Trang · Đỗ Thị Nguyên · Lê Thu Thanh Hương                     | Malaysia (MAS) · Hanis Farhana Shamsul Azizan · Hannadi Adriana Shamsul Azizan · Intan Sarah Anisah Zulgafli · Norhawa Md Yasin · Nur Lyana Soberi · Nur Shazreen Munazli · Nur Syafiqah Zainal Abidin · Siti Asnidah Zamri · Sity Norazizah Jamal · Usliza Usman · Noorasyeimah Mohamad Rashid · Haindee Mosroh · Shereilynn Elly Pius · Nur Ainsyah Murad |